# Verlée
Verlée (en wallon Verlêye) est une section de la commune belge de Havelange située en Wallonie dans la province de Namur.
C'était une commune à part entière avant la fusion des communes de 1977.

## Évolution démographique
- Source: DGS, 1831 à 1970=recensements population, 1976= habitants au 31 décembre

## Patrimoine et culture

### Patrimoine architectural et monumental

#### La Pyramide
Baptisée pyramide alors qu'elle a plutôt la forme d'un obélisque, ce monument fait l'objet des interprétations les plus diverses alors qu'elle ne porte aucune inscription ou indice permettant d'éclaircir le mystère régnant autour de cette curiosité. Il est cependant probable qu'il s'agisse d'une borne géodésique de l'époque napoléonienne dont ce serait le seul exemplaire en Belgique ou peut-être un point de vue pour le château qui était tout proche et qui n'existe plus. Mais ce qui a surtout été retenu par les anciens, c'est que les alliés s'en servaient comme cible pour s'entrainer.